# Даниїл (Юзв'юк)
Даниїл (в миру Микола Порфирович Юзв'юк; 14 жовтня 1880, село Дмитровичі, Берестейський повіт, Гродненська губернія — 27 серпня 1965, село Олександрівка, Одеська область) — священик міського собору в м. Ізмаїл, а також Михайло-Архангельського жіночого монастиря в с. Олександрівка Одеської області.

## Біографія
Народився 2 жовтня 1880 у родині псаломщика. Брат церковного діяча протоієрея Володимира Юзв'юка.
Закінчив у 1900 році (за ін. даними, у 1899) Жировицьке духовне училище і вступив до Віленської духовної семінарії, яку закінчив по 1-му розряду.
У 1905-1913 роки — наглядач і бібліотекар Віленського чоловічого духовного училища. Після закінчення в 1913 році в Санкт-Петербурзі курсів при Міністерстві юстиції служив земським начальником Лідського, потім Віленського повітів Віленської губернії. У 1917-1918 роки тимчасовий суддя у Віленському повіті.
У 1918 році переїхав до Воронежа, в 1920 році — до Харкова. У 1922 році під час репатріації уродженців західних областей колишньої Російської імперії повернувся у Вільно (тоді в складі Польщі).
У 1925-1939 роки викладав у Віленській духовній семінарії.
У 1939-1940 роки — секретар митрополита Литовського та Віленського Елевтерія.
1 квітня 1942 висвячений у сан диякона, 4 квітня — в ієрея, 12 квітня в протоієрея і в той же день пострижений в чернецтво з ім'ям Данило. 13 квітня зведений в сан архімандрита.
26 квітня хіротонізований на єпископа Ковенського, вікарія Литовської єпархії. Переїхав до Ковно.
У серпні 1942 року був присутній на з'їзді православних архієреїв Прибалтики в Ризі.
У травні 1944 року після смерті Екзарха митрополита Сергія (Воскресенського), внаслідок заповіту останнього, присвоєно сан архієпископа.
На початку липня 1944 року затриманий і переміщений в табір Фрідріхсвальде, призначений для «служителів культу». Звільнений у травні 1945 року американськими військами. 
На думку російського історика-славіста Юрія Михайловича Лотмєнцева, Даниїл відмовився емігрувати на Захід, але документального підтвердження цієї версії не існує. Проживав на території Чехословаччини, в жовтні 1945 року зустрівся в Празі з Орловським і Брянським архієпископом Фотієм Топіро. Наприкінці 1945 року повернувся в СРСР.
З 30 грудня 1945 року (за іншими даними — з січня 1946) — архієпископ Пінський і Брестський.
З 1946 року — архієпископ Пінський і Лунинецький, з грудня 1948 року — Пінський і Поліський.
24 березня 1950 заарештований за звинуваченням в «антирадянській агітації» у воєнний і післявоєнний періоди. 2 грудня 1950 засуджений до 25 років ув'язнення. Термін відбував у Озерному ВТТ в Іркутській області.
Звільнений в 1955 році за амністією, перебував на спокої в Ізмаїлі з правом служіння в міському соборі.
30 травня 1964 удостоєний права носіння хреста на клобуці.
15 жовтня 1964 року за рішенням Синоду новим місцем проживання архієпископа Данила був визначений Жировицький монастир.
У листопаді того ж року він переїхав до одеського Михайло-Архангельського жіночого монастира в селі Олександрівка Одеської області, де і помер 27 серпня 1965 року. Відспівування звершив митрополит Іоанн Кухтін. Похований в Свято-Михайловому монастирі.